# Tweede Conferentie van Washington
De Tweede Conferentie van Washington was een geallieerde bijeenkomst tijdens de Tweede Wereldoorlog van 20 tot 25 juni 1942. Ze had geen codenaam omdat ze haastig was bijeengeroepen en destijds werd beschouwd als een reeks gesprekken van de militaire staven in plaats van een formele conferentie. De twee delegaties werden geleid door de Britse premier Winston Churchill en de Amerikaanse president Franklin D. Roosevelt.
Vlak voordat de conferentie begon, voerde Roosevelt voorbereidende gesprekken met Churchill in zijn woonplaats Hyde Park, New York op 19 en 20 juni 1942.
Roosevelt schreef over de ontmoeting in Hyde Park:
"Churchill zag al die boten uit de laatste oorlog vastgebonden op de Hudson-rivier en in een van zijn grote uitbarstingen van verbeelding zei hij: "Bij George, we zouden die schepen en anderen gelijkwaardige die goed zijn voor niets kunnen nemen en ze voor de kust tot zinken kunnen brengen om tegen landingen te beschermen" Ik dacht er goed over na en we praatten er de hele middag over. De militaire en marineautoriteiten schrokken van een jaar groei. Maar Winnie had gelijk. Geweldige kerel, die Churchill, als je hem kunt bijhouden".
Zo ontstond het idee van de Mulberry Harbour.
De conferentie besprak hoe de westerse geallieerden de Sovjet-Unie het beste konden helpen. De Amerikanen wilden graag een Tweede Front in Frankrijk openen, maar de Britten vonden het nog geen haalbare optie en Churchill stelde voor om een gezamenlijke campagne in het Middellandse Zee regio te ontwikkelen, die zou leiden tot een aanval op Italië als de "zachte onderbuik" van de asmogendheden. Er werd overeenstemming bereikt om de voorbereidingen te starten voor een invasie van de Noord-Afrikaanse koloniën van Vichy-Frankrijk (Operatie Torch).
Een van de eerste concrete maatregelen die Roosevelt nam om deze strategie te vergemakkelijken, was om generaal Dwight D. Eisenhower op 25 juni te benoemen tot opperbevelhebber van de Amerikaanse strijdkrachten in het Europese operatiegebied.
Roosevelt en Churchill voerden ook besprekingen met leden van de Pacific War Council, koning Peter II van Joegoslavië en zijn minister van Buitenlandse Zaken, en met Sovjet- en Chinese vertegenwoordigers met wie zij strategische problemen bespraken.